# Aurélia
Az Aurélia latin eredetű női név az Aurél férfinév párja.

## Rokon nevek
Rella, Relli

## Gyakorisága
Az újszülötteknek adott nevek körében az 1990-es években igen ritka volt. A 2000-es és a 2010-es években sem szerepelt a 100 leggyakrabban adott női név között.
A teljes népességre vonatkozóan az Aurélia sem a 2000-es, sem a 2010-es években nem szerepelt a 100 leggyakrabban viselt női név között.

## Névnapok
július 19., október 9., október 15., október 16., december 2.

## Híres Auréliák
- Aurelia Brădeanu román kézilabdázó
- Alexandriai Szent Aurélia
- Pokorny Aurélia magyar színésznő
- Strassbourgi Boldog Aurélia